# Flint (rzeka)
Flint, Flint River – rzeka w USA, w stanie Georgia. Wypływa na południowym krańcu Piedmontu, na południe od Atlanty, a kończy bieg w mokradłach na nizinie Zatoki Meksykańskiej na granicy Georgii z Florydą i Alabamą, gdzie łącząc się z rzeką Chattahoochee na sztucznym zbiorniku Seminole dają początek rzeki Apalachicola. 

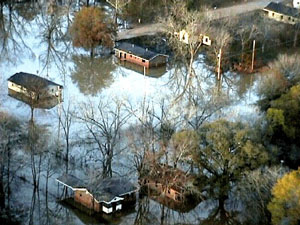
Powódź na rzece Flint w Albany w 1998 roku

Nad rzeką Flint leżą m.in. Jonesboro, Thomaston, Montezuma, Marshallville, Cordele, Americus, Albany i Bainbridge.